# کباده

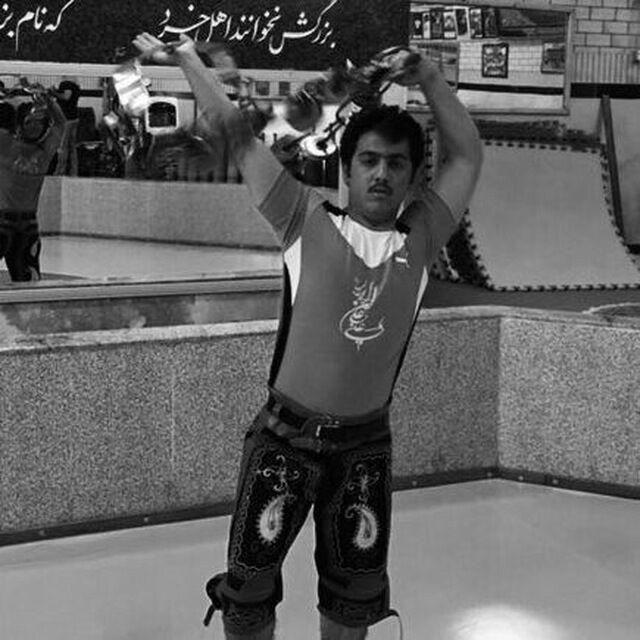
یک باستانی کار ایرانی در حال کباده کشی در زورخانه

کباده یکی از ادوات ورزش باستانی ایران است. در فرهنگ دهخدا آن را نوعی کمان مشقی برای قوی شدن کتف کمانداران نام می‌برند.
کباده در دو بخش تشکیل شده که یک بخش فلزی مانند بخش کمان و یک بخش زنجیری که مانند زه کمان است وزن این وسیله ورزشی معمولاً به شکلی است که ورزشکار که همان رزم آور می‌باشد را تمرین دهد که در میدان رزم بتواند تعداد زیادی تیر را بدون خستگی در چله نهاده زه را به اندازه کافی کشیده و به هدف شلیک نماید.

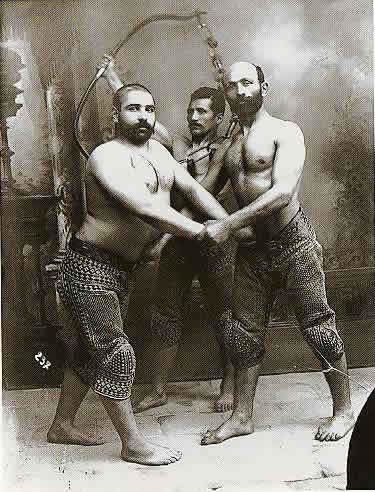
کباده در دست پهلوان عقب تصویر

## معنا
کباده در واژه پارسی همان معنای کمان نرم و سست که مخصوص مشق کمان کشیدن است.

## تاریخچه
پیشینیان ایران باستان برای تمرین و مشق کمان کشی کباده را ساخته‌اند. تصور می‌رود کباده‌های اولیه به صورت و هیئت کباده‌های کنونی نبوده‌است. در هنگام صلح ایرانیان برای تمرین رزم به زورخانه رفته و مشق رزم و جنگ می‌نمودند و در آن مکان مقدس اقدام به نبرد تن به تن و ایجاد استقامت جنگی می‌نموده‌اند. کباده برای تمرین کمان کشی و تمرین نگهداشت وزن آن و همچنین کشیدن پی در پی زه کمان استفاده است. چرا که کشیدن زه خود به خود سخت بوده چه رسد در هنگام نبرد که باید پی در پی تیر در کمان نهاده و شلیک نمود. هر رزمنده ایرانی در آن زمان حدود یکصد تیر رها می‌کرده‌است.

## ساختار
کباده به نوعی همان کمان جنگی است. هرچند تصور بر این است که کباده‌های اولیه به هیبت کباده‌های کنونی نبوده باشد. اما اکنون کباده از یک بخش کمان که از آهن ساخته شده و کاهی با قلم کاری زینت داده می‌شود و بخش دیگر زه است که یک زنجیر است که دوسمت کمان را به هم متصل می‌کند برای ایجاد وزن مناسب و هم گن نمودن آن با وزن بخش کمان حلقه‌هایی را درون حلقه زنجیر اصلی قرار می‌دهند و گاهی دسته‌ای نیز وسط زنجیر بخش زهی قرار دارد تا گرفتن آن را آسان سازد.

## انواع کباده
کباده‌های زورخانه‌ای معمولاً در بخش کمان متفاوت هستند در اولین نوع بخش کمان یک میله آهنی و سنگین است که کمی خم شده و یادآور کمانهای ساده چوبی است، نوع دیگر آن بیشتر تزئینی بوده و دارای دسته و بخش کمان دوتکه در دوطرف دسته است و گاهی با قلم کاری مزین شده‌است، این نوع کباده الگو برداری شده از کمانهای ایرانیان در جنگ می‌باشد و بیشتر به طراحی دوره شاهنشاهی ساسانی بازمی‌گردد.

## وزن کباده
استاندارد درستی در مورد وزن کباده در دست نیست اما به شکل معمول وزن کباده ۱۴ کیلوگرم و طول کمان ۱۵۰ سانتیمتر و زنجیر آن ۲۰۰ سانتیمتر است. شایان ذکر است برای پیشکسوتان باستانی کار وزنهای بالاتر تولید می‌شود. چنانچه رکورد در این رشته ورزشی ۱۱۰ کیلوگرم می‌باشد.

## مسابقات
از گذشته‌های دور مسابقات ورزش باستانی کشتی، میل‌گیری، سنگ‌زنی برگزار می‌شده‌است که اساس مسابقه کباده کشی بر اساس تعداد و وزن کباده برگزار می‌شده‌است.

## دیدگاه عرفانی
عارفان کباده را کمان آمادگی یا کمان مشق برای که جنگ با اهریمن استفاده می‌شده‌است دانسته‌اند. ورزشکار با کشیدن کباده به‌صورت نمادی، جسمی و روحی آماده مبارزه با اهریمن درون و برون می‌شده که از اصول پهلوانی و جوانمردی می‌باشد.